# Toryalai Weesa

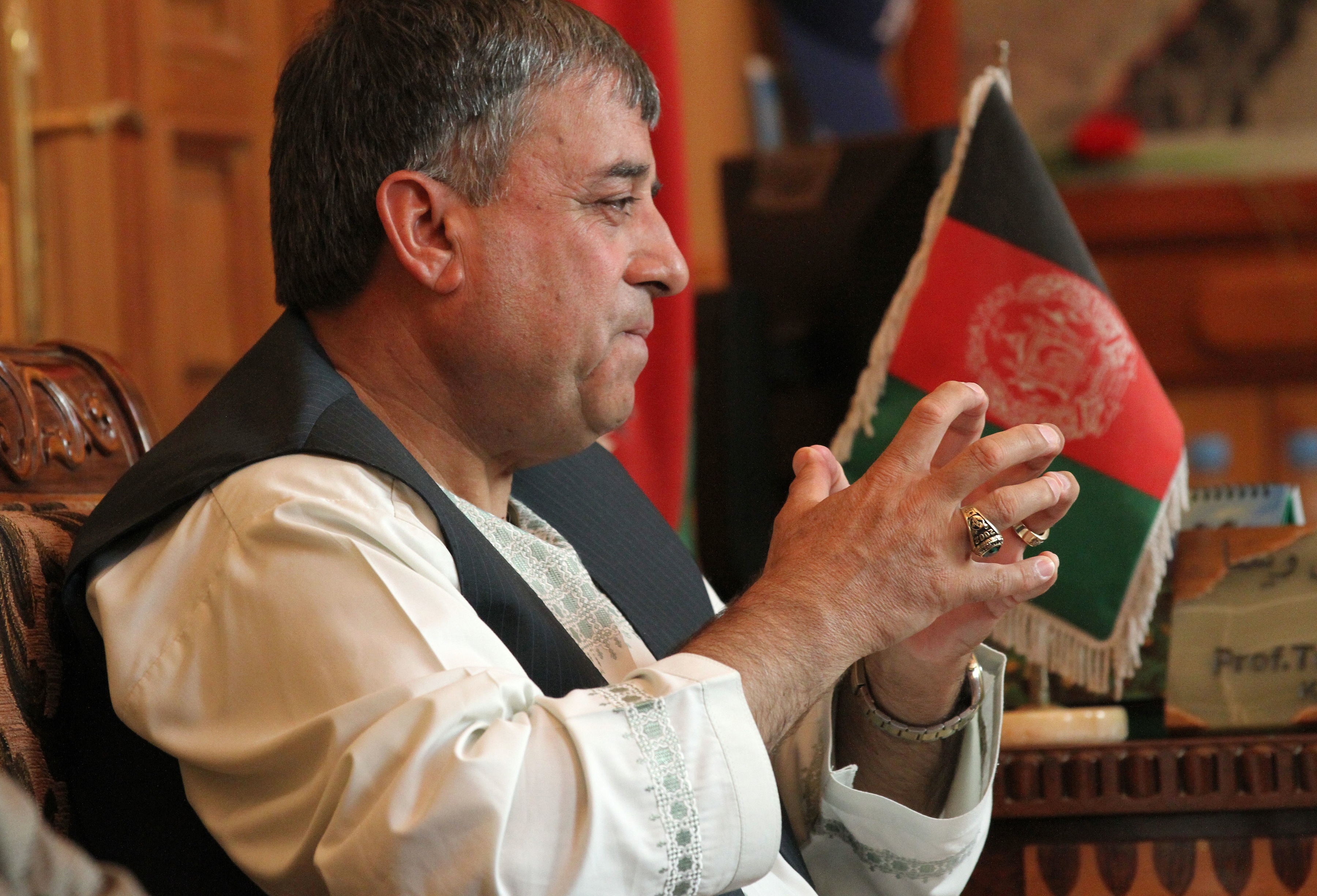
Toryalai Weesa (2012)

Toryalai Weesa (توريالی ویسا; * in Kandahar, Afghanistan) ist ein afghanischer Politiker. Er ist seit Dezember 2008 Gouverneur der Provinz Kandahar (derzeit April 2011). Damit folgte er Rahmatullah Raufi nach.